# Zion Williamson
Zion Lateef Williamson (født 6. juli 2000 i Salisbury, North Carolina, USA) er en amerikansk basketballspiller (power forward/small forward) Han spiller i NBA-ligaen for New Orleans Pelicans.

## Tidligt liv og college
Efter at have dyrket både fodbold og amerikansk fodbold som lille kastede Williamson sig over basketball i en alder af 5 år. Allerede i sine high school-år trak han landsdækkende overskrifter på grund af sit enorme talent og fremtrædende fysik. Som 16-årig var han 203 cm. høj og vejede 104 kg. Han blev udtaget til en række all-star-kampe for USA's bedste high school-spillere, inden han i 2018 blev rekrutteret af et af de mest berømte college-hold i landet, Duke University i hjemstaten North Carolina.
I sit ene år hos Duke, sæsonen 2018-19, var Williamson en kæmpe stjerne for basketballholdet, hvor han under ledelse af den legendariske træner Mike Krzyzewski allerede som freshman (førsteårsspiller) blev kåret til årets college-spiller. Han nåede at spille 33 kampe for holdet i løbet af sæsonen, og scorede i gennemsnit 22,6 point og lavede 8,6 rebounds. Duke vandt 29 af sæsonens 34 kampe, og blev rangeret som det bedste hold i landet af flere medier, inden man blev slået ud i kvartfinalen i play-offs. Williamson var sæsonens helt store stjerne i ligaen. Efterspørgslen på billetter til Duke's kampe var enorm i sæsonens løb, og Zion Williamson selv blev et hit på de sociale medier, hvor han i løbet af sæsonen nåede op på mere end 2 millioner instagram-følgere.
I april 2019, efter kun ét år i college, som er det minimum man skal spille for at kunne blive udtaget til NBA, meddelte Williamson at han ville melde sig klar til 2019-udgaven af NBA's draft. Flere medier beskrev ham på dette tidspunkt som det største talent til at komme ind i NBA siden LeBron James, der blev udtaget i 2003.

## NBA
Ved NBA-udtagelsen 2019, der blev afholdt 20. juni 2019 i New York City, blev Williamson udtaget som den første af alle spillere af New Orleans Pelicans, der et par uger forinden havde vundet et lotteri om retten til det første valg. Han blev samtidig den første spiller nogensinde født i det 21. århundrede til at blive udtaget til NBA.

## NBA-klubber
- 2019- New Orleans Pelicans[10]